# Trachelochismus pinnulatus
Trachelochismus pinnulatus är en fiskart som först beskrevs av Johann Reinhold Forster, 1801.  Trachelochismus pinnulatus ingår i släktet Trachelochismus och familjen dubbelsugarfiskar. Inga underarter finns listade i Catalogue of Life.